# セレナイト (鉱物)
セレナイト（英語：selenite、透明石膏）は、石膏の一種で、硫酸カルシウム（CaSO4）を主成分とする2水和物（CaSO4･2H2O)である。晶癖によって、繊維状のサテン・スパー（英語：satin spar、繻子石膏）、デザートローズ(砂漠のバラ)などのバリエーションが生まれる。ローマ時代には、ラピス・スペキュラリス（ラテン語：Lapis specularis、窓の石）と呼ばれ、窓ガラスとして利用された

## 名前
ギリシア神話の月の女神であるセレーネーに由来する。15世紀からは透明な石膏をまとめてセレナイトと呼ぶようになった。
ドイツ語では 聖母マリア絵画や像の保護ガラスとして使われてきたことから、Marienglas や Frauenglas 等 と呼ばれる。
透明石膏には、元素のセレンは含まれていないが、亜セレン酸ナトリウム（英語：sodium selenite）のように、亜セレン酸の塩に selenite の語が使用されるため混同しないとように注意が必要である。

## 特徴
モース硬度が2しかないので爪で削れる。そのため、鋸などの工具で簡単に加工できる。曲げることもできるが、それほど曲がらず、過度に曲げようとすると割れる。
色は基本透明だが、不純物によって着色される。
現代の断熱材には劣るが、ガラスより断熱性が高い。
水によって容易にくっつく、熱希塩酸に溶解する。

## 用途
- ガラスの代わり。古代からガラスは知られていたが、製造や加工が難しく透明度も低かったことから、ガラスは窓ガラスのようには使われなかった。
- 像や絵画の保護パッケージ

## ギャラリー

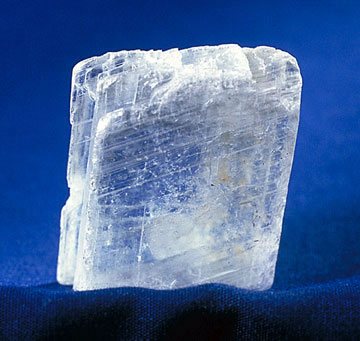
セレナイト、透明石膏
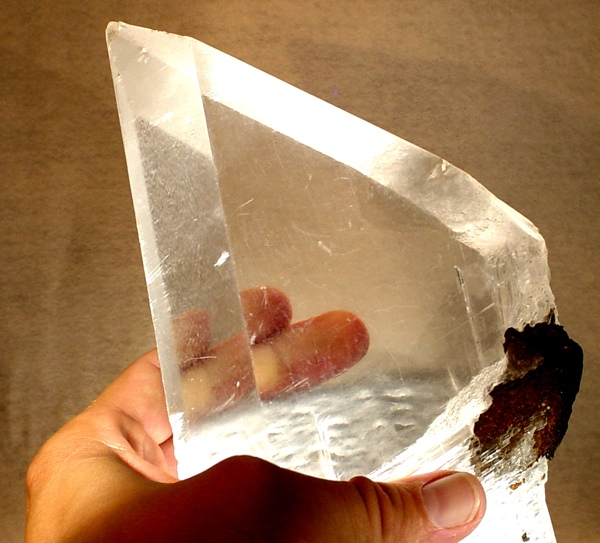
セレナイト
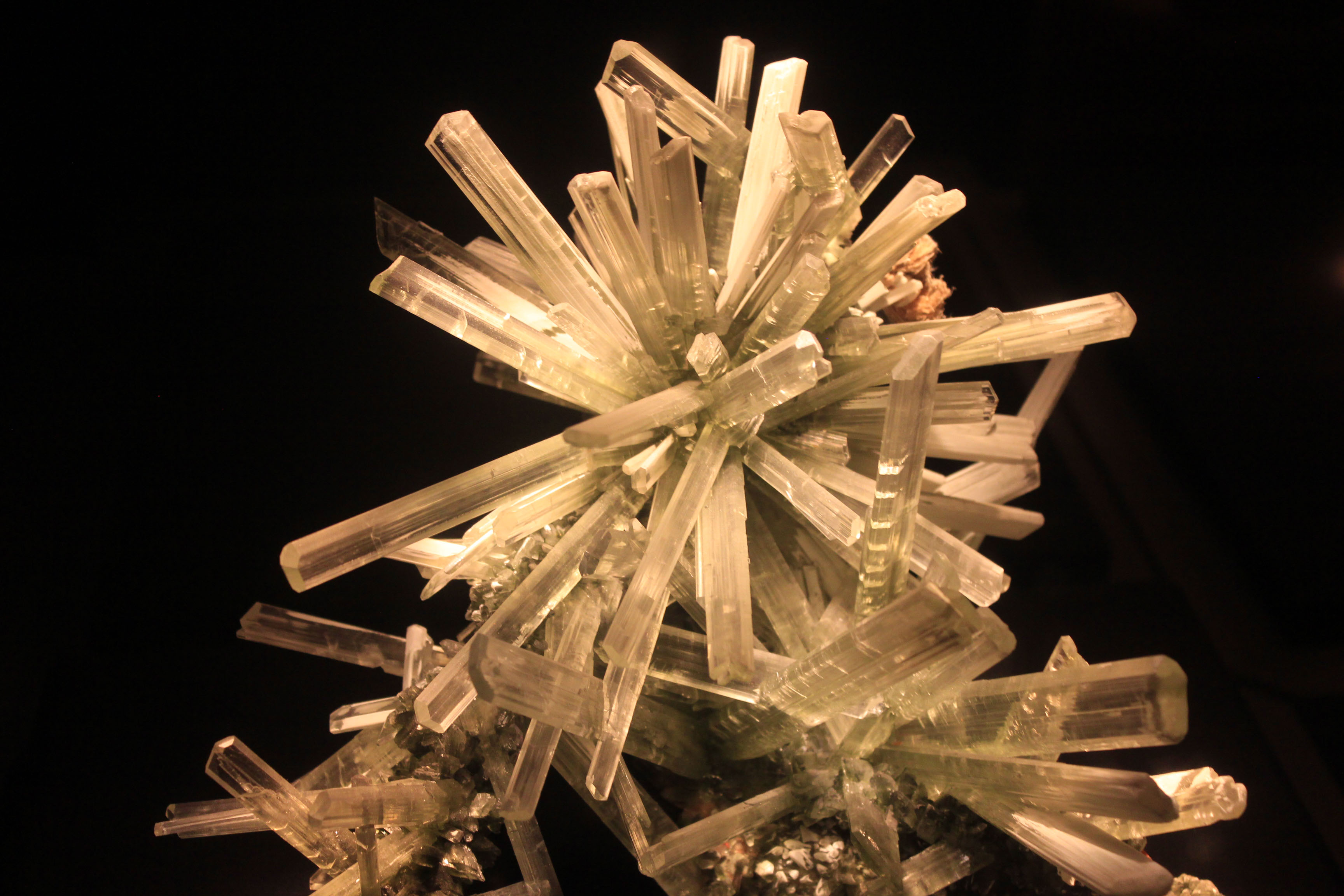
柱状結晶
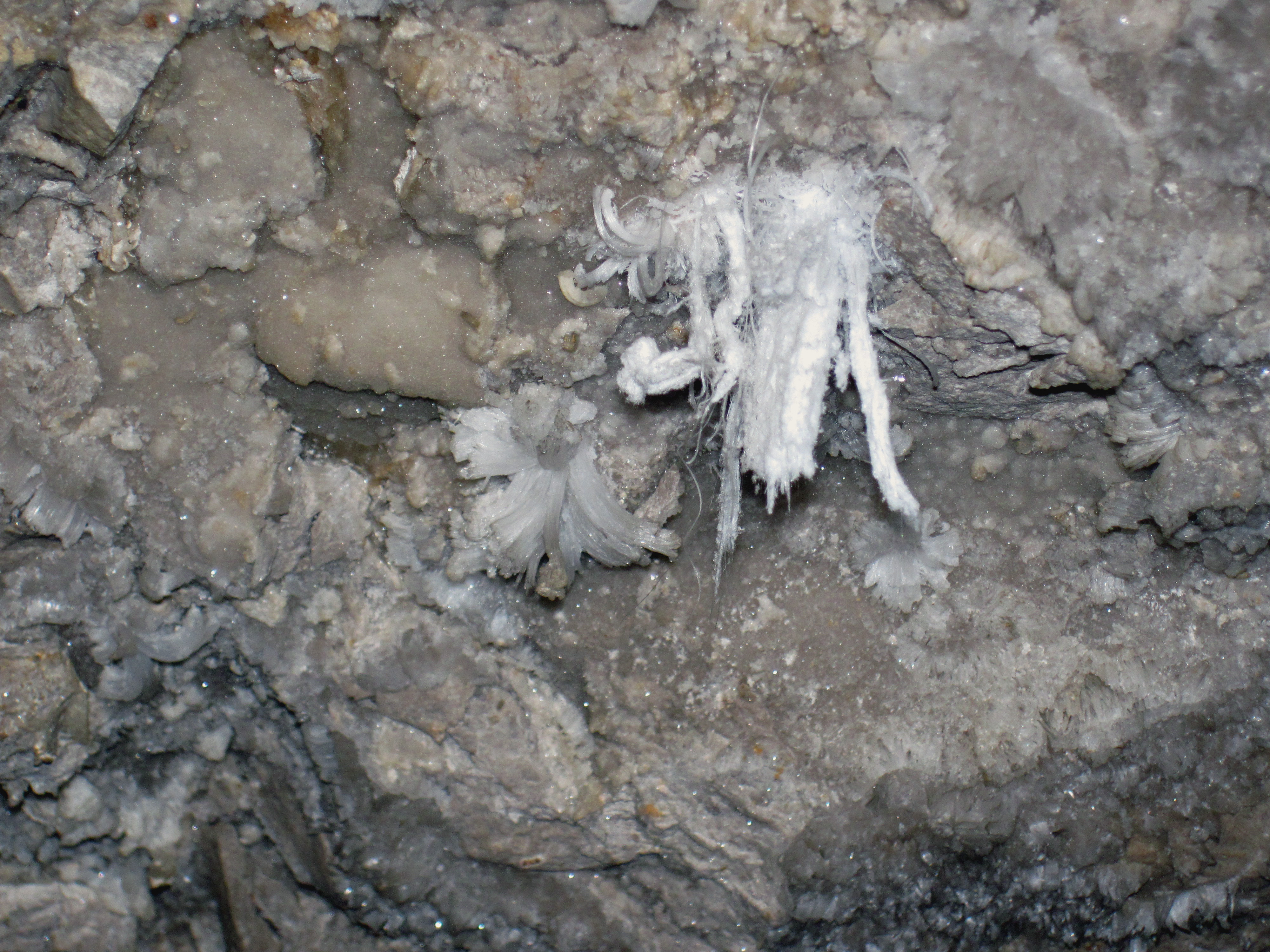
サテン・スパー。繊維状に伸びたGypsum hairs（石膏の髪の毛）
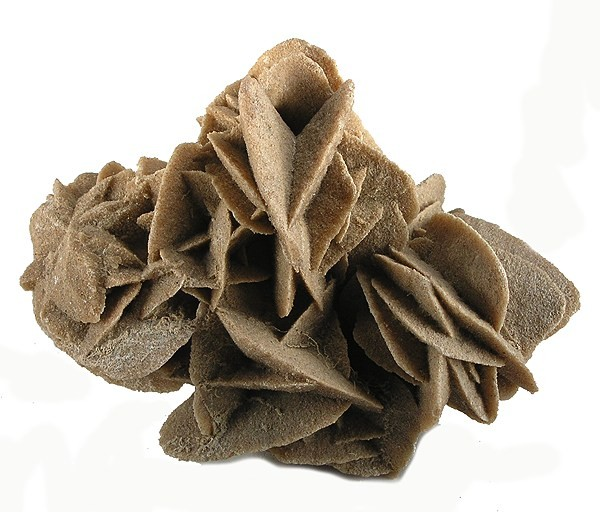
板状のセレナイトが組み合わさった砂漠のバラ
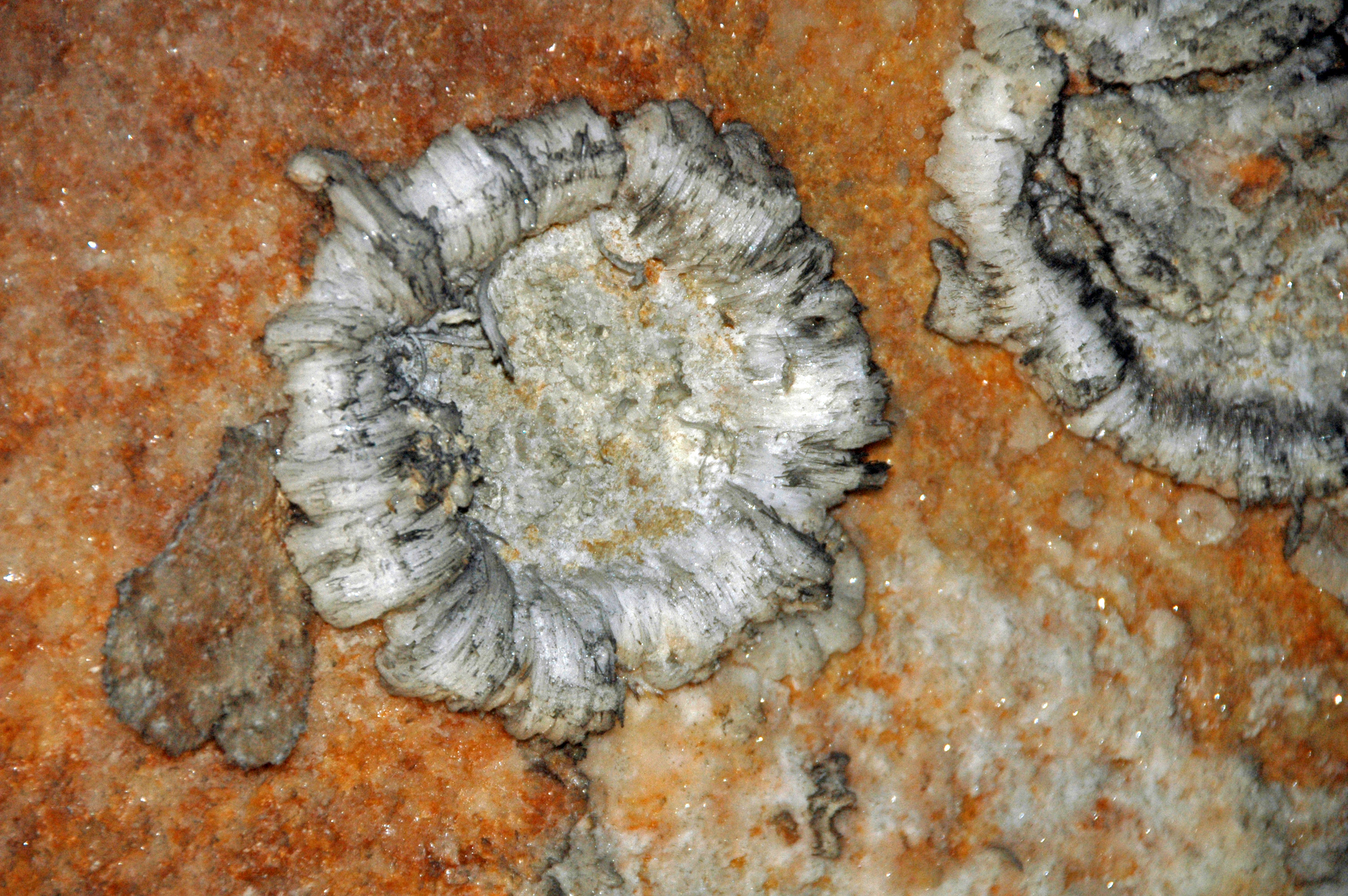
洞窟でできた石膏の花（Gypsum flower）
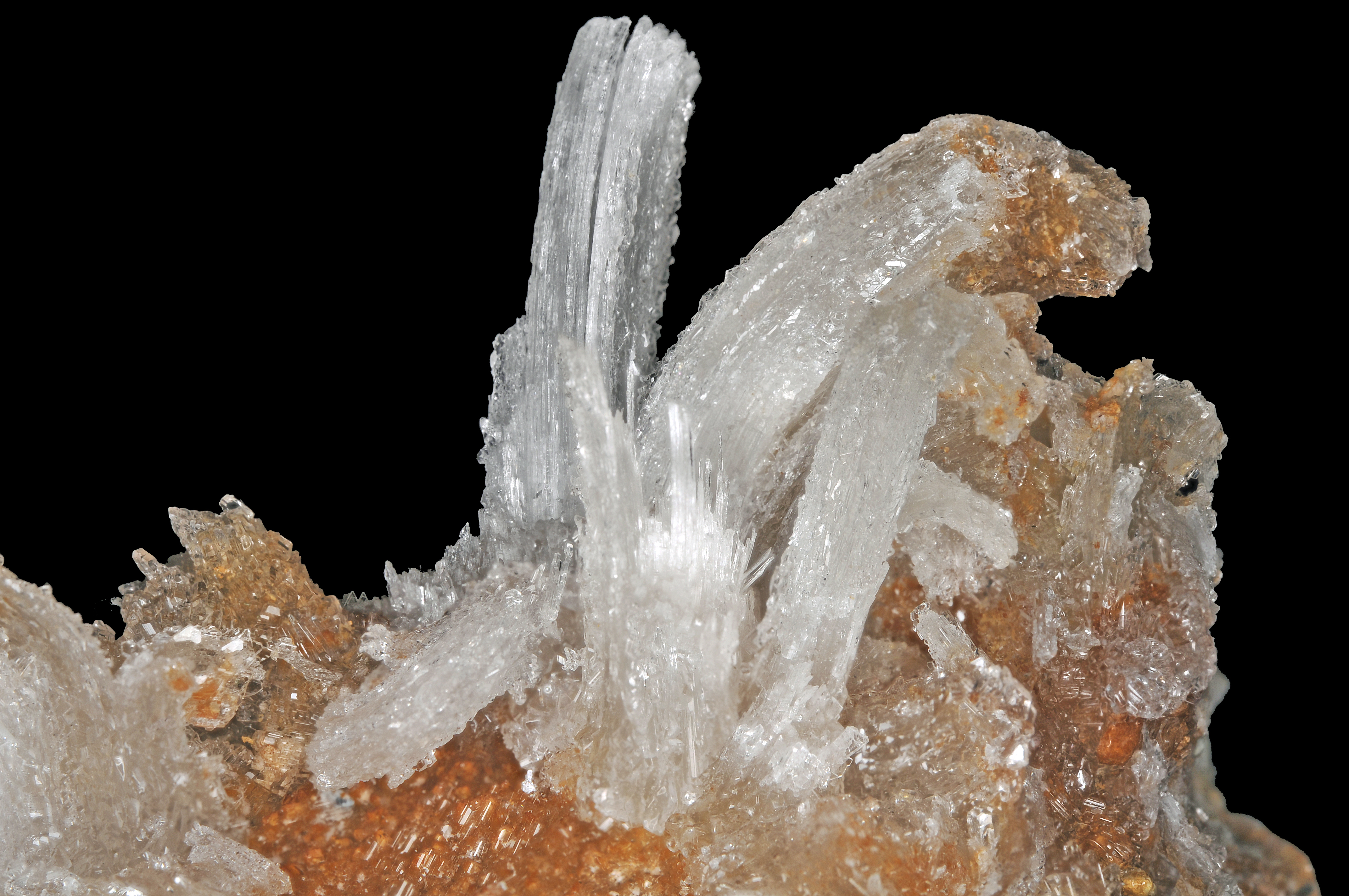
Gypsum flowers（石膏の花）
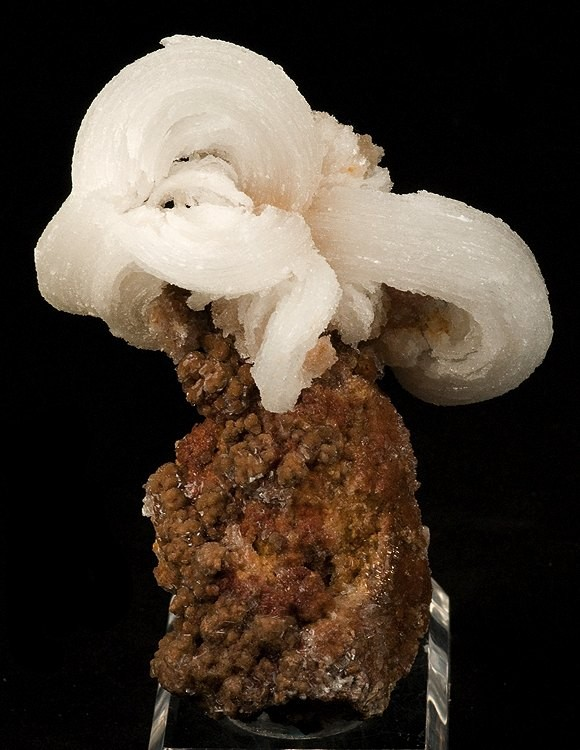
角状になったセレナイト
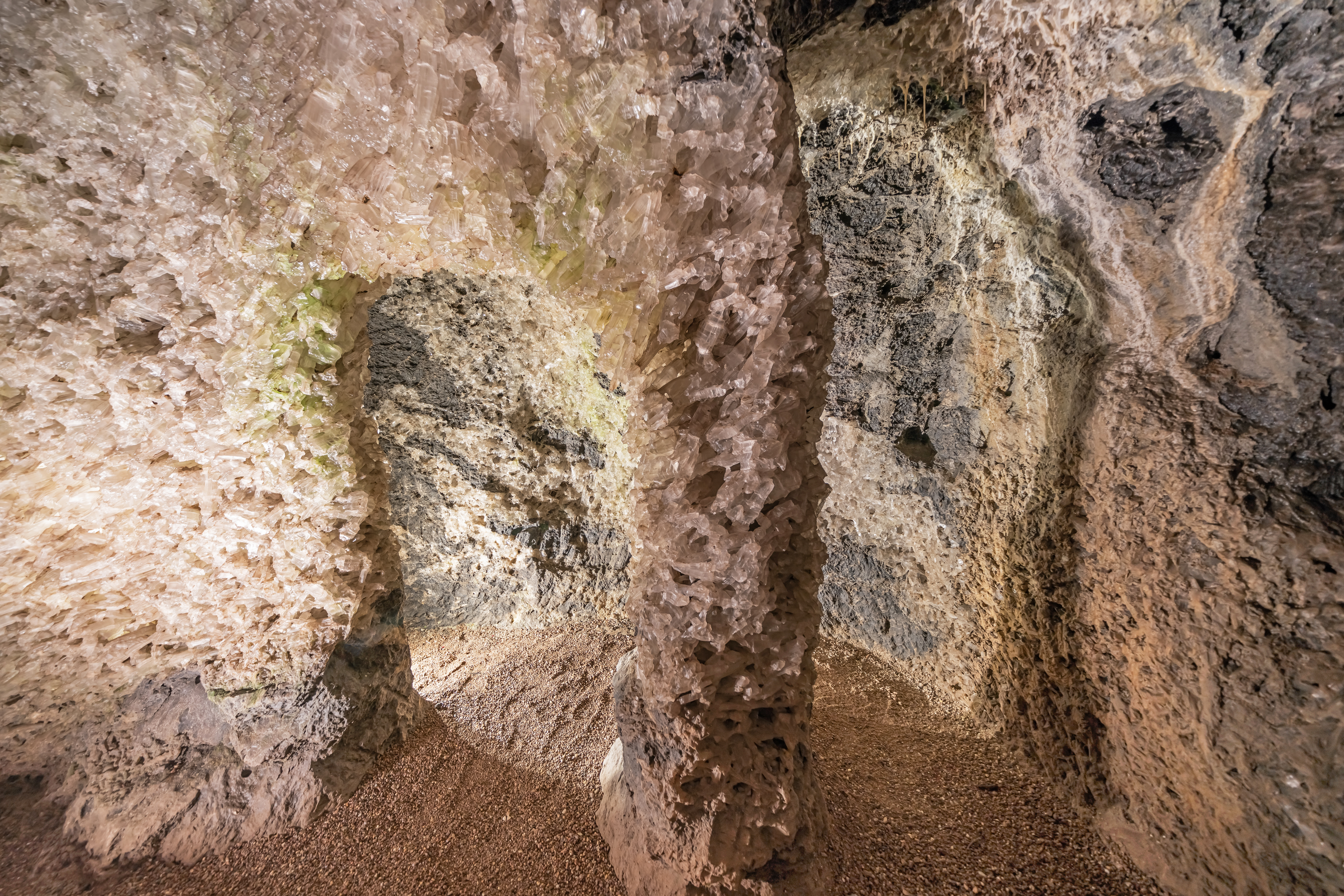
テューリンゲンの森にある洞窟Marienglashöhle
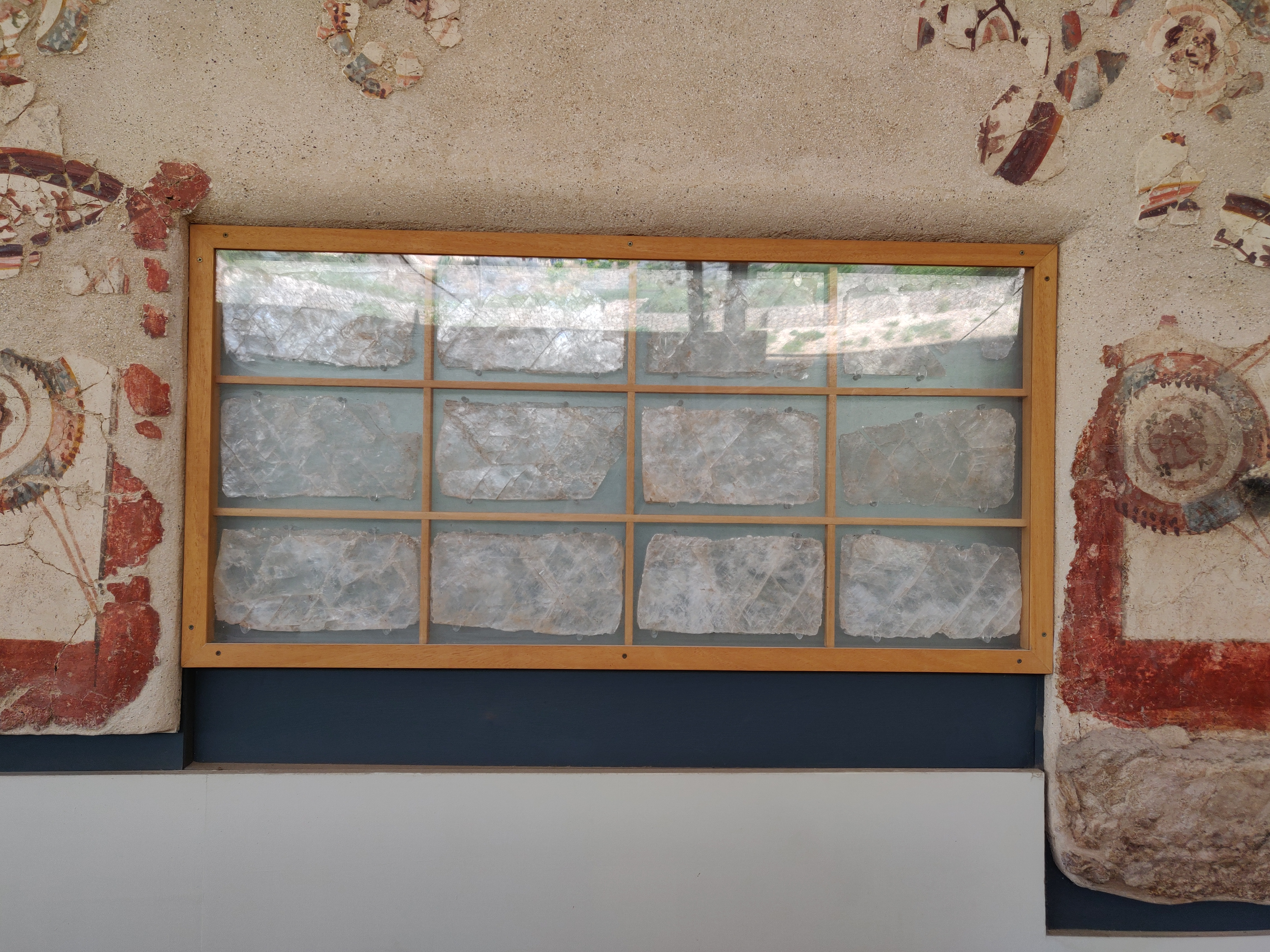
出土したローマ時代の窓ガラスとして使われたセレナイト。